# Budakeszi
Budakeszi (tyska: Wudigess) är en stad och kommun i distriktet Budakeszi i provinsen Pest i Ungern. Den ligger cirka 8,5 kilometer väster om centrala Budapest och gränsar till Budapests västra del. Kommunen har 15 862 invånare (2024), på en yta av 37,10 km².
Budakeszi omnämns första gången i skrift 1296. Efter den turkiska invasionen, 1659, blev aristokraten István Zichy ägare av Budakeszi. Han inbjöd schwabare till landet, som bebodde området fram till 1946, då de jagades bort på grund av generella aversioner mot tyskar efter andra världskriget.
Budakeszi är ett mycket omtyckt mål för vandrare, då kommunen är omgiven av stora skogar och Budabergen. Budakeszi har landsvägsförbindelse med Budaörs, Páty, Zsámbék, Törökbálint och Budapest. I Budakeszi kan man se många historiskt intressanta schwabiska bondstugor, en katolsk kyrka i barockstil och ruinerna av en romansk kyrka.
Den ungerske kompositören Ferenc Erkel bodde i Budakeszi.

## Vänorter
Kommunen har följande vänorter:
- Neckarsulm, Tyskland (1993)
- Delbrück, Tyskland (1996)
- Miercurea Ciuc, Rumänien (1996)
- Dyjda, Ukraina (1996)
- Sankt Margarethen an der Raab, Österrike
- Lich, Tyskland (2005)
- Balog nad Ipľom, Slovakien (2018)
- Biecz, Polen (2019)